# Prague Black Panthers 2018
Questa voce raccoglie le informazioni riguardanti i Prague Black Panthers nelle competizioni ufficiali della stagione 2018.

## Maschile

### Prima squadra

#### Česká Liga Amerického Fotbalu 2018

##### Stagione regolare
| Žižkov 1º aprile 2018, ore 14:00 1ª giornata | Prague Black Panthers | 48 – 0 (0-0 17-0 21-0 10-0) referto | Prague Lions | (1118 spett.)\| Arbitro: \| Gazdík \| |
| Arbitro:                                     | Gazdík                |                                     |              |                                       |

| Brno 21 aprile 2018, ore 14:00 4ª giornata | Brno Alligators | 3 – 49 (0-21 3-14 0-7 0-7) referto | Prague Black Panthers | Sportovní areá Ondreje Sekory (160 spett.)\| Arbitro: \| Gazdík \| |
| Arbitro:                                   | Gazdík          |                                    |                       |                                                                    |

| Praga 1º maggio 2018, ore 15:00 5ª giornata | Prague Black Panthers | 42 – 3 (21-0 7-3 7-0 7-0) referto | Ostrava Steelers | Uhelné sklady (287 spett.)\| Arbitro: \| Kroulík \| |
| Arbitro:                                    | Kroulík               |                                   |                  |                                                     |

| Praga 6 maggio 2018, ore 15:00 6ª giornata | Prague Black Panthers | 50 – 0 (20-0 27-0 3-0 0-0) referto | Pardubice Stallions | Uhelné sklady (187 spett.)\| Arbitro: \| Rybář \| |
| Arbitro:                                   | Rybář                 |                                    |                     |                                                   |

| Praga 20 maggio 2018, ore 15:00 8ª giornata | Prague Black Panthers | 50 – 0 (14-0 28-0 8-0 0-0) referto | Brno Alligators | Uhelné sklady (211 spett.)\| Arbitro: \| Kriesman \| |
| Arbitro:                                    | Kriesman              |                                    |                 |                                                      |

| Ostrava 26 maggio 2018, ore 15:00 9ª giornata | Ostrava Steelers | 16 – 20 (0-3 10-7 0-3 6-7) referto | Prague Black Panthers | Poruba (376 spett.)\| Arbitro: \| Gazdík \| |
| Arbitro:                                      | Gazdík           |                                    |                       |                                             |

| Plzeň 3 giugno 2018, ore 13:00 10ª giornata | Pilsen Patriots | 6 – 49 (6-7 0-21 0-14 0-7) referto | Prague Black Panthers | Bolevec (134 spett.)\| Arbitro: \| Rybář \| |
| Arbitro:                                    | Rybář           |                                    |                       |                                             |

| Praga 10 giugno 2018, ore 15:00 11ª giornata | Prague Black Panthers | 53 – 7 (24-0 14-0 7-0 8-7) referto | Brno Sigrs | Uhelné sklady (450 spett.)\| Arbitro: \| Gazdík \| |
| Arbitro:                                     | Gazdík                |                                    |            |                                                    |

| Pardubice 17 giugno 2018, ore 15:00 12ª giornata | Pardubice Stallions | 7 – 53 (7-10 0-29 0-14 0-0) referto | Prague Black Panthers | Letní stadion (287 spett.)\| Arbitro: \| Hameder \| |
| Arbitro:                                         | Hameder             |                                     |                       |                                                     |

| Praga 24 giugno 2018, ore 14:00 13ª giornata | Prague Lions | 12 – 42 (0-7 12-14 0-14 0-7) referto | Prague Black Panthers | Hostivař (620 spett.)\| Arbitro: \| Rybář \| |
| Arbitro:                                     | Rybář        |                                      |                       |                                              |

##### Playoff
| Praga 8 luglio 2018, ore 16:00 Semifinale | Prague Black Panthers | 63 – 0 (27-0 22-0 6-0 8-0) referto | Brno Sigrs | Uhelné sklady (410 spett.)\| Arbitro: \| Gazdík \| |
| Arbitro:                                  | Gazdík                |                                    |            |                                                    |

| Vítkovice 14 luglio 2018, ore 19:10 Czech Bowl | Prague Black Panthers | 30 – 7 (7-0 9-7 0-0 14-0) referto | Ostrava Steelers | (2211 spett.)\| Arbitro: \| Gazdík \| |
| Arbitro:                                       | Gazdík                |                                   |                  |                                       |

#### Central European Football League 2018

##### Stagione regolare
| Žižkov 15 aprile 2018 1ª giornata | Prague Black Panthers | 21 – 44 (7-21 7-10 0-7 7-6) referto | Tirol Raiders | Stadion FK Viktoria Žižkov |

| Breslavia 12 maggio 2018 3ª giornata | Panthers Wrocław | 39 – 22 (7-7 7-7 18-0 7-8) referto | Prague Black Panthers | Stadion Olimpijski |

#### Statistiche di squadra
| Competizione      | %Vittorie | In casa | In casa | In casa | In casa | In casa | In casa | In trasferta | In trasferta | In trasferta | In trasferta | In trasferta | In trasferta | Totale | Totale | Totale | Totale | Totale | Totale |
| Competizione      | %Vittorie | G       | V       | N       | P       | Pf      | Ps      | G            | V            | N            | P            | Pf           | Ps           | G      | V      | N      | P      | Pf     | Ps     |
| ----------------- | --------- | ------- | ------- | ------- | ------- | ------- | ------- | ------------ | ------------ | ------------ | ------------ | ------------ | ------------ | ------ | ------ | ------ | ------ | ------ | ------ |
| Stagione regolare | 1.000     | 5       | 5       | 0       | 0       | 243     | 10      | 5            | 5            | 0            | 0            | 213          | 44           | 10     | 10     | 0      | 0      | 456    | 54     |
| Playoff           | 1.000     | 2       | 2       | 0       | 0       | 93      | 7       | 0            | 0            | 0            | 0            | 0            | 0            | 2      | 2      | 0      | 0      | 93     | 7      |
| Stagione regolare | .000      | 1       | 0       | 0       | 1       | 21      | 44      | 1            | 0            | 0            | 1            | 22           | 39           | 2      | 0      | 0      | 2      | 43     | 83     |
| Totale            | .857      | 8       | 7       | 0       | 1       | 357     | 61      | 6            | 5            | 0            | 1            | 235          | 83           | 14     | 12     | 0      | 2      | 592    | 144    |

### Seconda squadra

#### Česká 3. Liga Amerického Fotbalu 2018

##### Stagione regolare
| České Budějovice 14 aprile 2018, ore 14:00 1ª giornata | Budweis Hellboys | 0 – 19 (0-6 0-0 0-0 0-13) referto | Prague Black Panthers 2 | Sokolský ostrov (110 spett.)\| Arbitro: \| Rybář \| |
| Arbitro:                                               | Rybář            |                                   |                         |                                                     |

| Čelákovice 5 maggio 2018, ore 15:00 4ª giornata | Prague Black Panthers 2 | 19 – 3 (0-0 13-3 0-0 6-0) referto | Panthers Wrocław | (70 spett.)\| Arbitro: \| Kriesman \| |
| Arbitro:                                        | Kriesman                |                                   |                  |                                       |

| Příbram 26 maggio 2018, ore 16:00 7ª giornata | Příbram Bobcats | 31 – 25 (13-6 6-7 12-0 0-12) referto | Prague Black Panthers 2 | Marila (83 spett.)\| Arbitro: \| Rybář \| |
| Arbitro:                                      | Rybář           |                                      |                         |                                           |

| Čelákovice 9 giugno 2018, ore 15:00 9ª giornata | Prague Black Panthers 2 | 21 – 0 (7-0 0-0 14-0 0-0) referto | Budweis Hellboys | (60 spett.)\| Arbitro: \| Hameder \| |
| Arbitro:                                        | Hameder                 |                                   |                  |                                      |

| Šumperk 16 giugno 2018, ore 15:00 10ª giornata | Šumperk Dietos | 0 – 26 (0-11 0-6 0-6 0-3) referto | Prague Black Panthers 2 | (117 spett.)\| Arbitro: \| Dvořáček \| |
| Arbitro:                                       | Dvořáček       |                                   |                         |                                        |

| Čelákovice 23 giugno 2018, ore 15:00 11ª giornata | Prague Black Panthers 2 | 28 – 13 (7-13 7-0 7-0 7-0) referto | Příbram Bobcats | (83 spett.)\| Arbitro: \| Šimon \| |
| Arbitro:                                          | Šimon                   |                                    |                 |                                    |

##### Playoff
| Praga 8 luglio 2018, ore 12:00 Semifinale | Prague Black Panthers 2 | 52 – 7 (8-7 7-0 29-0 8-0) referto | Šumperk Dietos | Uhelné sklady (280 spett.)\| Arbitro: \| Gazdík \| |
| Arbitro:                                  | Gazdík                  |                                   |                |                                                    |

| Praga 15 luglio 2018, ore 16:00 Bronze Bowl | Prague Black Panthers 2 | 14 – 3 (6-0 0-3 0-0 8-0) referto | Třinec Sharks | Uhelné sklady (267 spett.)\| Arbitro: \| Šimon \| |
| Arbitro:                                    | Šimon                   |                                  |               |                                                   |

#### Statistiche di squadra
| Competizione      | %Vittorie | In casa | In casa | In casa | In casa | In casa | In casa | In trasferta | In trasferta | In trasferta | In trasferta | In trasferta | In trasferta | Totale | Totale | Totale | Totale | Totale | Totale |
| Competizione      | %Vittorie | G       | V       | N       | P       | Pf      | Ps      | G            | V            | N            | P            | Pf           | Ps           | G      | V      | N      | P      | Pf     | Ps     |
| ----------------- | --------- | ------- | ------- | ------- | ------- | ------- | ------- | ------------ | ------------ | ------------ | ------------ | ------------ | ------------ | ------ | ------ | ------ | ------ | ------ | ------ |
| Stagione regolare | .833      | 3       | 3       | 0       | 0       | 68      | 16      | 3            | 2            | 0            | 1            | 70           | 31           | 6      | 5      | 0      | 1      | 138    | 47     |
| Playoff           | 1.000     | 2       | 2       | 0       | 0       | 66      | 10      | 0            | 0            | 0            | 0            | 0            | 0            | 2      | 2      | 0      | 0      | 66     | 10     |
| Totale            | .875      | 5       | 5       | 0       | 0       | 134     | 26      | 3            | 2            | 0            | 1            | 70           | 31           | 8      | 7      | 0      | 1      | 204    | 57     |

## Femminile

### První Ženská Liga Amerického Fotbalu 2018

#### Stagione regolare
| Brno 1º settembre 2018, ore 14:30 1ª giornata | Brno Amazons | 32 – 7 (6-0 0-7 7-0 19-0) referto | Prague Black Cats | Ragby Bystrc (147 spett.)\| Arbitro: \| Dvořáček \| |
| Arbitro:                                      | Dvořáček     |                                   |                   |                                                     |

| Praga 9 settembre 2018, ore 11:00 2ª giornata | Prague Harpies | 25 – 47 (0-7 7-14 12-26 6-0) referto | Prague Black Cats | Motorlet (123 spett.)\| Arbitro: \| Kriesman \| |
| Arbitro:                                      | Kriesman       |                                      |                   |                                                 |

| Praga 16 settembre 2018, ore 16:00 3ª giornata | Prague Black Cats | 20 – 45 (0-6 0-13 14-14 6-12) referto | Brno Amazons | Uhelné sklady (140 spett.)\| Arbitro: \| Hameder \| |
| Arbitro:                                       | Hameder           |                                       |              |                                                     |

| Čelákovice 7 ottobre 2018, ore 15:00 5ª giornata | Prague Black Cats | 44 – 0 (13-0 6-0 13-0 12-0) referto | Prague Harpies | (67 spett.)\| Arbitro: \| Pachulski \| |
| Arbitro:                                         | Pachulski         |                                     |                |                                        |

#### Playoff
| Brno 4 novembre 2018, ore 13:30 Rose Bowl | Brno Amazons | 32 – 6 (0-0 20-0 6-0 6-6) referto | Prague Black Cats | Ragby Bystrc (550 spett.)\| Arbitro: \| Gazdík \| |
| Arbitro:                                  | Gazdík       |                                   |                   |                                                   |

### Statistiche di squadra
| Competizione      | %Vittorie | In casa | In casa | In casa | In casa | In casa | In casa | In trasferta | In trasferta | In trasferta | In trasferta | In trasferta | In trasferta | Totale | Totale | Totale | Totale | Totale | Totale |
| Competizione      | %Vittorie | G       | V       | N       | P       | Pf      | Ps      | G            | V            | N            | P            | Pf           | Ps           | G      | V      | N      | P      | Pf     | Ps     |
| ----------------- | --------- | ------- | ------- | ------- | ------- | ------- | ------- | ------------ | ------------ | ------------ | ------------ | ------------ | ------------ | ------ | ------ | ------ | ------ | ------ | ------ |
| Stagione regolare | .500      | 2       | 1       | 0       | 1       | 64      | 45      | 2            | 1            | 0            | 1            | 54           | 57           | 4      | 2      | 0      | 2      | 118    | 102    |
| Playoff           | .000      | 0       | 0       | 0       | 0       | 0       | 0       | 1            | 0            | 0            | 1            | 6            | 32           | 1      | 0      | 0      | 1      | 6      | 32     |
| Totale            | .400      | 2       | 1       | 0       | 1       | 64      | 45      | 3            | 1            | 0            | 2            | 60           | 89           | 5      | 2      | 0      | 3      | 124    | 134    |